# Etanol
Etanol, alkohol etylowy, C
2H
5OH – organiczny związek chemiczny z grupy alkoholi.

## Właściwości

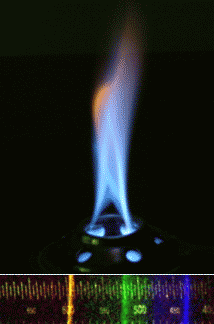
Płonący etanol z niskorozdzielczym widmem płomienia (żółta linia przy ok. 600 nm to zanieczyszczenie sodem)

W temperaturze pokojowej jest bezbarwną, łatwopalną cieczą o swoistym zapachu i piekącym smaku. W obecności powietrza pali się ona słabo widocznym, niebieskawym płomieniem.
| Temperatura (°C) | Lepkość dynamiczna (cP) |
| ---------------- | ----------------------- |
| −25              | 3,26                    |
| 0                | 1,79                    |
| 25               | 1,07                    |
| 50               | 0,69                    |
| 75               | 0,48                    |

Miesza się z wodą w dowolnym stosunku i jako taki jest stosowany jako średnio polarny rozpuszczalnik organiczny.
Mieszanina 95,6% etanolu z wodą jest popularnie nazywana spirytusem. Jest to mieszanina azeotropowa i dlatego przez prostą destylację nie można uzyskać etanolu stuprocentowego. Czysty związek jest nazywany spirytusem bezwodnym lub absolutnym, a do jego otrzymywania stosowana jest destylacja azeotropowa w układzie etanol–woda–benzen. Po dodaniu niewielkiej ilości benzenu najpierw wrze potrójny azeotrop etanol–woda–benzen, później azeotrop etanol–benzen, na końcu zaś destyluje czysty bezwodny etanol. Możliwe jest też związanie wody z 95,6% etanolu przez dodanie tlenku wapnia lub bezwodnego siarczanu magnezu lub siarczanu sodu. Etanol absolutny jest higroskopijny i pochłania wodę z powietrza, należy więc przechowywać go w szczelnie zamkniętych naczyniach. Całkowicie bezwodny etanol (zawartość wody poniżej 100 ppm) uzyskuje się przez destylację znad etanolanu magnezu bez dostępu powietrza.
| Stężenie objętościowe (% v/v) | Stężenie wagowe (% w/w) | Gęstość (g/cm³) |
| ----------------------------- | ----------------------- | --------------- |
| 100,0                         | 100,0                   | 0,79            |
| 95,0                          | 92,4                    | 0,81            |
| 90,0                          | 85,7                    | 0,83            |
| 70,0                          | 62,4                    | 0,89            |
| 50,0                          | 42,4                    | 0,93            |
| 40,0                          | 33,3                    | 0,95            |
| 20,0                          | 16,2                    | 0,97            |
| 0,0                           | 0,0                     | 1,00            |

## Otrzymywanie i zastosowanie
Etanol do celów spożywczych (napój alkoholowy) otrzymuje się w wyniku fermentacji alkoholowej. Podstawowymi surowcami do produkcji etanolu są buraki cukrowe, trzcina cukrowa, ziemniaki i wiele innych roślin. Poniższa tabela przedstawia teoretyczną wydajność produkcji czystego alkoholu etylowego z popularnych surowców.
| Surowiec       | Ilość uzyskiwanego etanolu (l/t) |
| -------------- | -------------------------------- |
| pszenica       | 355                              |
| kukurydza      | 350                              |
| jęczmień       | 330                              |
| żyto           | 329                              |
| owies          | 265                              |
| ziemniaki      | 95                               |
| buraki cukrowe | 92                               |
| winogrona      | 63                               |

W farmacji etanol wykorzystywany jest między innymi jako rozpuszczalnik do sporządzania niektórych leków. W recepturach nazywany bywa ethanolum i aethanolum, z podaniem stężenia w stopniach (procentach objętościowych) (np. ethanolum 95°, aethanolum 95°). Do określenia etanolu 95° używa się też nazwy: spiritus vini rectificatus. Farmakopea Polska VI podaje stężenie etanolu recepturowego wynoszące 96%.
Etanol do celów przemysłowych jest często produkowany poprzez bezpośrednią syntezę z gazu syntezowego (mieszaniny CO, H2 i H2O), która prowadzi do czystszego chemicznie etanolu. Etanol jest tanim w produkcji surowcem i jest jednocześnie stosunkowo niegroźny dla środowiska, dlatego jest wykorzystywany jako rozpuszczalnik w przemyśle chemicznym. Stosowany jest także jako paliwo napędowe (biopaliwo) – na przykład w Brazylii 86% sprzedawanych nowych aut jest przystosowanych do spalania etanolu.

## Działanie na organizm człowieka

Wpływ etanolu na organizm człowieka

### Negatywne
Alkohol etylowy jest jedną z najczęściej używanych substancji psychoaktywnych. Należy on do związków chemicznych, które szybko wchłaniają się z układu pokarmowego – już w ciągu 5–10 minut po spożyciu można go wykryć we krwi. W ciągu 15 minut wchłonięciu ulega 50% spożytej dawki. Po pewnym czasie stabilizacji stężenia alkoholu etylowego w tkankach rozpoczyna się proces jego usuwania. Jest to w 90% eliminacja enzymatyczna, a w 10% usuwanie w postaci niezmienionej z moczem i powietrzem wydychanym.
Metabolizowanie alkoholu etylowego przebiega w komórkach wątrobowych przy udziale trzech enzymów. Są to:
- MEOS
- dehydrogenaza alkoholowa
- katalaza.

Etanol jest środkiem odurzającym o działaniu narkotycznym. Wypicie 150–250 g alkoholu etylowego w krótkim czasie może okazać się śmiertelne, choć nie są to zbyt częste przypadki i zwykle są one uwarunkowane innymi czynnikami, na przykład chorobami układu krwionośnego.
Etanol jest substancją narkotyczną z kategorii depresantów. W małych dawkach – rzędu 30–35 ml (duże piwo, dwa kieliszki wódki) wywołuje on stan pobudzenia, przyspieszone bicie serca, rozszerzenie źrenic, zaprzestanie odczuwania zmęczenia i ogólną poprawę nastroju. U zdrowej, młodej osoby, która do tej pory nie spożywała alkoholu, wypicie 100 g etanolu (ok. 1/4 l wódki) powoduje już zwykle stan silnego zamroczenia – objawiający się utratą sprawności ruchowej, problemami z utrzymaniem równowagi, utratą kontroli nad własnymi emocjami. W skrajnych postaciach zamroczenie alkoholowe przejawia się czasami całkowitą utratą świadomości i zanikami pamięci, zanika zdolność koncentracji i oceny sytuacji, pamięć, mowa, widzenie staje się nieostre. Często alkohol leży u podstaw zachowań agresywnych i impulsywnych oraz zaburza zdolność logicznego myślenia.
Sporadyczne spożywanie etanolu zwykle nie powoduje uzależnienia, jednak systematyczne jego spożywanie – nawet w niewielkich ilościach – prowadzi do pełnego, fizycznego uzależnienia. Nagłe odstawienie lub zmniejszenie spożywania alkoholu powoduje wystąpienie objawów zespołu abstynencyjnego, a u ok. 5% alkoholików – majaczenia alkoholowego.
Zespół uzależnienia od etanolu bywa nazywany także alkoholizmem.
Alkohol spowalnia aktywność ośrodkowego układu nerwowego, przez co zażywający go ludzie odczuwają odprężenie, podwyższoną pewność siebie, mimo że ich mowa oraz koordynacja ruchów zostają zaburzone.
Spożywaniu alkoholu towarzyszy złudne uczucie ciepła. Bierze się to stąd, że alkohol przyspiesza krążenie i powoduje rozszerzenie naczyń krwionośnych. Na mrozie jednak nastąpi krótkotrwałe uczucie ciepła, następnie przyspieszenie wychłodzenia ciała, co może doprowadzić do hipotermii, a następnie śmierci.
Znaczne upojenie alkoholowe może skutkować ostrym nieżytem żołądka, a nawet prowadzić do groźnego krwotocznego zapalenia żołądka. Spożywanie działa niszcząco również na wątrobę, początkowo powodując jej odwracalne stłuszczenie, a po wielu latach picia nieodwracalną marskość, co przekłada się na komplikacje w przetwarzaniu substancji odżywczych trafiających do organizmu podczas trawienia. Krótkotrwałe spożywanie <80 g etanolu (10 standardowych dawek alkoholu, czyli ok. 4 piw 4,5% lub 250 ml 40% wódki lub 5 kieliszków 10% wina) dziennie prowadzi do niewielkich i odwracalnych zmian w wątrobie. Dzienne spożywanie >160 g przez 10–20 lat powoduje ciężkie uszkodzenie, a przewlekłe spożywanie 80–160 g dziennie jest ilością graniczną powodującą znaczne uszkodzenie. Upośledzone są też wtedy procesy detoksykacji. Do objawów marskości wątroby należą obrzęki (zatrzymywanie płynów w ustroju), żółtaczka, podbarwienie skóry i białkówek oczu, puchlina brzuszna i krwawe wymioty.
Spożycie alkoholu etylowego jest związane ze zwiększonym ryzykiem wystąpienia raka dna jamy ustnej, raka gardła, krtani, przełyku i wątroby (w przypadku wystąpienia marskości tego narządu) oraz prawdopodobnie raka piersi, okrężnicy i odbytnicy.
Alkohol zmniejsza aktywność leukocytów, co powoduje spadek sprawności układu odpornościowego. U alkoholików zmniejsza się wytwarzanie trombocytów. Pod wpływem etanolu może się również zmniejszać potencja, mimo odczuwanego często w stanie nietrzeźwym podniecenia seksualnego.
Spożywanie alkoholu etylowego podczas ciąży może prowadzić do wystąpienia u dziecka alkoholowego zespołu płodowego lub encefalopatii alkoholowej.
W opublikowanym w 2018 roku globalnym badaniu obciążenia chorobami stwierdzono, że używanie alkoholu jest zawsze szkodliwe dla zdrowia, niezależnie od spożywanej ilości. W szczególności alkohol zwiększa ryzyko zapadania na nowotwory złośliwe.

### Pozytywne
Według Światowej Organizacji Zdrowia, żadna dawka alkoholu nie jest bezpieczna dla zdrowia. Nie istnieją badania wskazujące na to, że rzekome pozytywne aspekty umiarkowanego spożycia alkoholu na układ krążenia czy zapadalność na cukrzycę typu 2 przeważają nad ryzykiem zachorowania na raka, które on ze sobą niesie. Połowa zachorowań na raka powiązanych z piciem alkoholu było rezultatem spożycia określanego jako lekkie lub umiarkowane. Jednocześnie badania wskazujące na potencjalne prozdrowotne działanie alkoholu mogą nie uwzględniać wszystkich czynników, ze względu na to, jak wybierają grupy badawcze czy metody statystyczne. Przykładowo 54 prace opublikowane przed rokiem 2007 uznały osoby, które przestały pić ze względu na pogarszający się stan zdrowia za abstynentów, tym samym stwarzając wrażenie, że ludzie nie pijący alkoholu mają większe problemy ze zdrowiem niż w rzeczywistości. Autorzy opubllikowanego w 2023 badania będącego jednym z największych badań przekrojowych dotyczących umiarkowanego spożycia alkoholu stwierdzają, że żadna ilość alkoholu nie chroni przed chorobami ani nie wydłuża życia.   
Wcześniejsze badania wskazywały, że: umiarkowane picie redukuje ryzyko zapadnięcia na dwadzieścia chorób w tym osteoporozę i chorobę Parkinsona, etanol poprawia funkcjonowanie śródbłonka (obniżając prawdopodobieństwo wystąpienia choroby układu krwionośnego), redukuje stres, pozytywnie wpływa na socjalizację, zmniejsza zawartość glukozy we krwi i częstość peroksydacji lipidów; zaobserwowano również pozytywny wpływ lekkiej i umiarkowanej konsumpcji alkoholu na zdolności poznawcze, w tym ryzyko demencjii; lekkie i umiarkowane spożywanie alkoholu na starość obniża ryzyko demencji u osób nieposiadających genu APOE e4 (jeden z genów odpowiedzialnych za chorobę Alzheimera), ale nie u jego posiadaczy.

## Neurofarmakologia
Działanie alkoholu na komórki mózgu jest wielokierunkowe. Alkohol wpływa na błony komórkowe neuronów zwiększając ich płynność, przez co zaburzone są funkcje kanałów jonowych. Alkohol wchodzi także w bezpośrednie interakcje z receptorami GABA, NMDA, a także z receptorami acetylocholiny i serotoniny. Wykazano istnienie specyficznego miejsca wiążącego etanol na powierzchni tych receptorów. Wpływ alkoholu na receptory może polegać na ich pobudzeniu lub zahamowaniu. Pod wpływem alkoholu dochodzi także do uwalniania endorfiny i dopaminy, co warunkuje „nagradzające” działanie alkoholu. Regularne nadużywanie alkoholu powoduje hiperaktywność receptorów NMDA i nieaktywność receptorów GABA, czego skutkiem jest wystąpienie zespołu abstynencyjnego.